# Alfombra roja
Pour les articles homonymes, voir Roja.
Alfombra roja est une émission de télévision chilienne diffusée sur la chaîne de télévision Canal 13 et présentée par Cristián Pérez Marcela Vacarezza et Giancarlo Petaccia. Diffusée du lundi au vendredi à 18h30.

## Présentateurs
- Cristián Sánchez (2006-2008)
- Jaime Coloma (2007-2009)
- Eduardo Fuentes (2009-2010)
- Diana Bolocco (2007-2011)
- Gonzalo Feito (2011)
- Marcelo Comparini (2006-2007, 2011)
- Lucía López (2011-2013)
- Marcela Vacarezza (2014)
- Giancarlo Petaccia (2014)
- Cristián Pérez (2011-2014)

## Panélistes
- María Jimena Pereyra
- Humberto Sichel
- Ignacio Franzani
- Ana Josefa Silva
- Sergio Lagos
- Maura Rivera
- Daniela Castillo
- Jaime Coloma
- Soledad Bacarreza
- Vanessa Borghi
- Marisela Santibáñez
- Felipe Izquierdo (La Elvira)
- María José Quiroz (La Shirley)
- Adriana Barrientos
- Nara Back
- Catalina Silva
- Rodrigo León
- Nicolás Copano
- Daniel Pinto
- Andrea Dellacasa
- Carlos Cisterna
- César Barrera (2012-2013)
- Ernesto Lavín (2012-2013)
- Marcela Vacarezza (2012-2013)
- Mariana Marino (2013)
- Luciano Brancoli (2013)
- Paulina Rojas (2006-2014)
- Francisco Saavedra (2011-2014)
- Manuel González (2011-2014)
- Dominique Gallego (2012-2014)
- Rodrigo Wainraihgt (2012-2014)
- Andrés Caniulef (2013-2014)
- Bernardita Middleton (2013-2014)
- Millaray Viera (2013-2014)
- Oscar Mansilla (2014)

## Journalistes
- Bernardita Middleton
- Carlos Cisterna
- Rodrigo León